# Karpatensalamander
De karpatensalamander of karpatenwatersalamander (Lissotriton montandoni) is een salamander uit de familie echte salamanders (Salamandridae).

## Naamgeving
De soort werd voor het eerst wetenschappelijk beschreven door George Albert Boulenger in 1880. Oorspronkelijk werd de wetenschappelijke naam Triton montandoni gebruikt.

## Verspreiding
De salamander komt alleen voor in het Karpatengebergte, in de landen Tsjechië, Slowakije, Roemenië, Polen en Oekraïne. Ook is er een enkele populatie in Duitsland (Beieren), maar hier is de soort uitgezet.

## Uiterlijke kenmerken
De lengte is maximaal 10 centimeter en ondanks het kleine verspreidingsgebied is er enige kleurvariatie. De meeste exemplaren zijn bruin met een lichtere rug en aan weerszijden donkere vlekken of strepen. Zowel de mannetjes als de vrouwtjes krijgen een staartkam en een rode tot oranje buik, de mannetjes hebben wel veel meer contrast, en hebben alleen tijdens de paartijd een wormachtig aanhangsel aan de staart. Mannetjes blijven kleiner dan vrouwtjes.

## Algemeen
Buiten de paartijd leeft de karpatensalamander veelal op het land maar gaat nooit ver weg van een waterbron. Vanwege de hoogtes waarop de salamander leeft, tot wel 2000 meter boven zeeniveau, is het dier aangepast aan lagere temperaturen. Het voedsel bestaat uit insecten en andere kleine diertjes, inclusief de eigen larven. De habitat bestaat uit bosachtige gebieden met een strooisellaag bij helder en stilstaand water met een modderbodem en enige vegetatie.